# 플뢰첸제 교도소
플뢰첸제 교도소(독일어: Justizvollzugsanstalt Plötzensee, 듣기 (도움말·정보))는 독일 베를린 샤를로텐부르크빌머스도르프구 샤를로텐부르크노르트에 있는 교도소이다. 교도소의 역사는 프로이센 시기에 설치된 프로이센 왕립 플뢰첸제 감옥(Königlich Preußische Strafgefängnis Plötzensee)으로 거슬러 올라가며, 당시 사용된 감옥 건물의 일부는 현재에도 사용 중이다.

## 역사
프로이센 왕립법무부의 결정에 따라서 1868년부터 1879년까지 테겔숲의 왕실 소유림 중 25.68 헥타르 부지에 교도소(Strafgefängnis Plötzensee) 건설이 진행되었고, 최대 수용 인원은 1400명이었다. 교도소 설계자는 파울 슈피커(Paul Spieker)와 하인리히 헤르만(Heinrich Hermann)이었다. 건설 비용은 약 630만 금 마르크였다. 1920년 대베를린 설립 당시 니더바르님군에 소속되어 있었던 플뢰첸제 경작 지구는 당시의 샤를로텐부르크구로 편입되었다.
정문, 수감 시설, 사택, 조리 시설, 기계실을 포함한 전체 시설은 건축유산으로 지정되어 있다. 본관 건물 위층에는 교도소 부설 교회가 설치되어 있다.
나치 독일 시기에는 브란덴부르크 교도소와 더불어 중앙 사형 집행소(Zentrale Hinrichtungsstätte)로도 기능했다. 당시의 베를린 고등법원 및 1934년에 설치된 인민법정에서 사형이 선고된 자는 여기에서 처형되었으며, 1942년부터 1945년까지의 사형 집행자는 빌헬름 뢰트거(Wilhelm Röttger)였다. 전쟁 이후에는 플뢰첸제 교도에서 나치 반대를 이유로 처형된 이를 기리는 기념비가 설치되어 있다. 1939년에는 당시 2호동에 설치되어 있었던 유대교 기도실이 철거되었다. 1943년부터 1944년까지 진행된 연합군의 베를린 폭격으로 일부 건물이 파괴되었다.
제2차 세계 대전 이후에는 청소년 교도소로 용도가 변경되었다. 1987년에는 청소년 교도소가 프리드리히올브리히트담(Friedrich-Olbricht-Damm)에 인접한 북쪽 부지로 이전했다. 1982년에는 프리드리히올브리히트담의 다른 쪽에 여성 교도소인 샤를로텐부르크 교도소(JVA Charlottenburg)가 건설되었다. 1998년에는 남성 개방형 교도소가 설치되었다.
2005년에는 베를린의 모든 수형자를 치료하는 중앙 의료원(JVK Berlin)이 플뢰첸제 교도소에 설치되었다. 과거 모아비트 교도소의 의료원과 샤를로텐부르크 교도소 출장소의 기능을 이전했다.
2013년 1월 1일부터 플뢰첸제 교도소, 샤를로텐부르크 교도소, 베를린 중앙 수형자 의료원의 운영이 통합되었다.
2018년 초에는 5일 동안 수형자 9명이 탈옥하는 사건이 발생했다.
교도소 수용자의 약 1/3은 베를린교통공사에 의해서 반복된 부정승차로 적발된 자의 노역장유치형으로 수감되어 있다.